# Communauté d'agglomération montluçonnaise
La communauté d'agglomération montluçonnaise est une ancienne communauté d'agglomération française, située dans le département de l'Allier en région Auvergne-Rhône-Alpes.

## Historique
La communauté d'agglomération de Montluçon, créée le 20 décembre 2000, rassemblait sept communes. Le conseil communautaire de 2001 élisait alors douze vice-présidents. Les communes de Lamaids, Quinssaines et Teillet-Argenty rejoignent la structure intercommunale en 2002 ; s'ajoutent ainsi trois vice-présidents.
Le schéma départemental de coopération intercommunale de l'Allier prévoyait l'adjonction des communautés de communes du Val de Cher, du Pays d'Huriel, du Pays de Marcillat-en-Combraille et du Pays de Tronçais. La future intercommunalité, de soixante communes et environ 85 000 habitants, aurait été la première du département après Vichy Val d'Allier + Montagne bourbonnaise.
Le SDCI approuvé en mars 2016 propose une fusion avec la communauté de communes du Pays de Marcillat-en-Combraille. Les trois autres communautés de communes (Pays d'Huriel, Pays de Tronçais et Val de Cher hors retrait de Saint-Vitte) restent en l'état.
La nouvelle structure intercommunale issue de la fusion de ces deux communautés de communes porte le nom de « Montluçon Communauté » (arrêté préfectoral du 5 décembre 2016).

## Territoire communautaire

### Géographie

#### Localisation
La communauté d'agglomération montluçonnaise est située à l'ouest du département de l'Allier.
Elle est limitrophe avec les communautés de communes du Pays d'Huriel au nord-ouest, du Val de Cher au nord, de Commentry - Néris-les-Bains à l'est, du Pays de Marcillat-en-Combraille au sud, et dans le département de la Creuse, d'Évaux-les-Bains - Chambon-sur-Voueize.

#### Transports
Le territoire communautaire bénéficie d'une bonne desserte routière, grâce à la proximité d'autoroutes (A71 et bretelle d'accès A714 ouverte en 2011, prolongée par la route nationale 145, section de la Route Centre-Europe Atlantique). Elle se situe donc sur une zone « stratégique ». La desserte de l'agglomération est complétée par l'ancienne route nationale 144, devenue route départementale 2144, reliant au nord Saint-Victor (en direction de Saint-Amand-Montrond et Bourges) et les quartiers sud de Montluçon en direction des Combrailles et de Clermont-Ferrand, la route départementale 943 en direction de Châteauroux, et les tronçons historiques de la nationale 145, les départementales 745 vers Guéret et 2371 vers Montmarault.
De plus, il existe des liaisons ferroviaires nationales et régionales au départ de la gare de Montluçon-Ville, en direction de Paris-Austerlitz, Vierzon, Bourges, Limoges et Clermont-Ferrand.
Concernant les liaisons aéroportuaires, l'aéroport de Montluçon Guéret, situé à Lépaud, dans le département voisin de la Creuse en région Nouvelle-Aquitaine, géré par la chambre de commerce et d'industrie de Montluçon-Gannat Portes d'Auvergne, et l'aérodrome de Montluçon - Domérat, sur la commune de Domérat, géré par la communauté d'agglomération.

### Composition
La communauté d'agglomération est composée des dix communes suivantes :
| Nom                 | Code Insee | Gentilé          | Superficie (km2) | Population (dernière pop. légale) | Densité (hab./km2) |
| ------------------- | ---------- | ---------------- | ---------------- | --------------------------------- | ------------------ |
| Montluçon (siège)   | 03185      | Montluçonnais    | 20,67            | 37 289 (2014)                     | 1 804              |
| Désertines          | 03098      | Désertinais      | 8,34             | 4 304 (2014)                      | 516                |
| Domérat             | 03101      | Domératois       | 35,54            | 8 985 (2014)                      | 253                |
| Lamaids             | 03136      | Lamaisiens       | 8,02             | 202 (2014)                        | 25                 |
| Lavault-Sainte-Anne | 03140      | Lavaultois       | 9,08             | 1 137 (2014)                      | 125                |
| Lignerolles         | 03145      | Lignerollais     | 11,81            | 759 (2014)                        | 64                 |
| Prémilhat           | 03211      | Premilhatois     | 21,12            | 2 434 (2014)                      | 115                |
| Quinssaines         | 03212      | Quinssainois     | 25,37            | 1 453 (2014)                      | 57                 |
| Saint-Victor        | 03262      | Saint-Victoriens | 23,22            | 2 107 (2014)                      | 91                 |
| Teillet-Argenty     | 03279      | Teilletois       | 21,99            | 570 (2014)                        | 26                 |

### Démographie
En 2012, la communauté d'agglomération de Montluçon était la deuxième du département en nombre d'habitants (59 848), dans les limites en vigueur au 1er janvier 2014, juste après celle de Moulins (53 703 habitants en 2012) mais loin derrière Vichy Val d'Allier (76 714 habitants en 2012).
| 1968   | 1975   | 1982   | 1990   | 1999   | 2008   | 2013   |
| ------ | ------ | ------ | ------ | ------ | ------ | ------ |
| 72 968 | 73 825 | 70 079 | 65 276 | 62 167 | 60 908 | 59 781 |

| Hommes | Classe d’âge | Femmes |
| ------ | ------------ | ------ |
| 0,7    | 90 ans ou +  | 2,1    |
| 9,9    | 75 à 89 ans  | 14,7   |
| 17,9   | 60 à 74 ans  | 19,5   |
| 19,8   | 45 à 59 ans  | 19,5   |
| 17,2   | 30 à 44 ans  | 16,1   |
| 18,9   | 15 à 29 ans  | 14,2   |
| 15,6   | 0 à 14 ans   | 13,9   |

| Hommes | Classe d’âge | Femmes |
| ------ | ------------ | ------ |
| 0,8    | 90 ans ou +  | 2,1    |
| 9,5    | 75 à 89 ans  | 13,9   |
| 18,6   | 60 à 74 ans  | 18,9   |
| 21,5   | 45 à 59 ans  | 20,4   |
| 17,6   | 30 à 44 ans  | 16,5   |
| 15,2   | 15 à 29 ans  | 13,3   |
| 16,8   | 0 à 14 ans   | 14,9   |

## Administration

### Siège
La « Communauté de l'Agglomération Montluçonnaise » siège à Montluçon, d'abord au siège de l'office de tourisme, au 67 ter boulevard de Courtais, puis en 2006 dans la cité administrative.

### Les élus
La communauté de communes est gérée par un conseil communautaire composé de 55 membres représentant chacune des communes membres et élus habituellement pour une durée de six ans.
Ils sont répartis comme suit :
| Nombre de délégués | Communes                                                       |
| ------------------ | -------------------------------------------------------------- |
| 24                 | Montluçon                                                      |
| 10                 | Domérat                                                        |
| 6                  | Désertines                                                     |
| 3                  | Prémilhat, Saint-Victor                                        |
| 2                  | Lavault-Sainte-Anne, Lignerolles, Quinssaines, Teillet-Argenty |
| 1                  | Lamaids                                                        |

### Présidence
En 2014, le conseil communautaire a élu Daniel Dugléry (maire de Montluçon) et désigné ses vice-présidents :
- André-Maxime Gerinier ;
- Frédéric Laporte ;
- Jean-Jacques Kegelart ;
- Elisabeth Boussac ;
- Samir Triki ;
- Evelyne Tautou ;
- Jean-Pierre Guerin ;
- Marc Malbet ;
- Pierre-Antoine Legoutiere ;
- Thierry Penthier ;
- Pierre Deludet ;
- Francis Nouhant ;
- Bernard Pozzoli ;
- Christian Sanvoisin ;
- Noël Meunier.

### Compétences
L'intercommunalité exerce des compétences qui lui sont déléguées par les communes membres.
Compétences obligatoires :
- développement économique : création, aménagement, entretien et gestion de zones d'activités industrielle, tertiaire, artisanale, commerciale, touristique, portuaire ou aéroportuaire ; actions ;
- aménagement de l'espace communautaire : schémas de cohérence territoriale et de secteur ; création et réalisation de zones d'aménagement concerté ; organisation des transports urbains (réseau Maelis), transport scolaire, plan de déplacements urbains ;
- équilibre social de l'habitat : programme local de l'habitat ; politique du logement social et non social ; action et aide financière en faveur du logement social d'intérêt communautaire ; action en faveur du logement des personnes défavorisées ; opération programmée d'amélioration de l'habitat ; droit de préemption urbaine, etc.
- politique de la ville : dispositifs contractuels de développement urbain, de développement local et d'insertion économique et sociale ; plan local pour l'insertion et l'emploi ; contrat urbain de cohésion sociale ; renouvellement urbain.

Autres compétences :
- environnement et cadre de vie : eau ; assainissement collectif et non collectif ; collecte et traitement des déchets ménagers et assimilés ; lutte contre les nuisances sonores ; qualité de l'air ;
- dispositifs locaux de prévention de la délinquance ;
- développement et aménagement social et culturel : construction ou aménagement, entretien, gestion d'équipements ou d'établissements sportifs ;
- voirie ;
- nouvelles technologies de l'information et de la communication ;
- etc.

On trouve également la gestion de grands équipements collectifs comme le Mupop, musée des musiques populaires.

### Régime fiscal et budget
La communauté d'agglomération applique la fiscalité professionnelle unique.